# Rice-Eccles Stadium

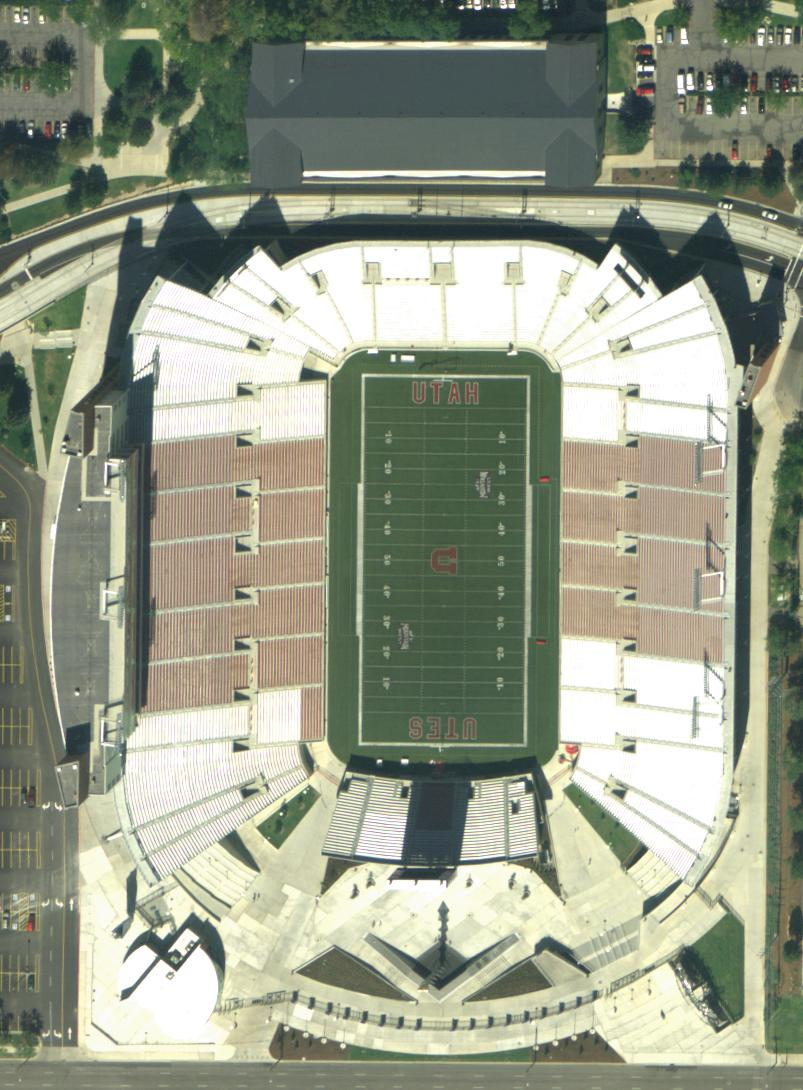
Rice-Eccles Stadium

Rice-Eccles Stadium – wielofunkcyjny stadion w mieście Salt Lake City, Utah w Stanach Zjednoczonych. Jest własnością University of Utah. Od kiedy został wybudowany, rozgrywa na nim swoje mecze uniwersytecka drużyna futbolowa Utah Utes grająca w akademickiej lidze NCAA. Od 2005 służy również jako stadion piłkarski, a swoje mecze rozgrywa na nim drużyna Real Salt Lake. Stadion może pomieścić 45634 widzów. Koszt budowy obiektu wyniósł 133 milionów dolarów. Jest najstarszym amerykańskim stadionem. Pierwszy mecz został rozegrany w 1927.